# Асимптоматски инфламаторни простатитис
Асимптоматски инфламаторни простатитис представља инфламацију простате без симптома, која се дијагностикује  у склопу неких других испитивања (мушки инфертилитет, БПХ) и углавном не захтева лечење. Узроци асимптоматског инфламаторног простатитиса слични су узроцима хроничног инфламаторног простатитиса без симптома.

## Називи
Асимптоматски инфламаторни простатитис има много назива, и у литератури се може начи као: субклинички простатитис - асимптоматски простатитис - хистолошки простатитис - простатитис типа IV.  

## Опште информације
Простата (кестењача) је полна жлезда која чини део репродуктивног тракта мушкарца. Главна улога простате је производња секрета која чини саставни део ејакулата. Налази се иза симфизе, испред ректума, испод мокраћне бешике и изнад урогениталне прелчаге. Мокрачна цев својим проксималним делом пролази кроз простату и у целости је окружена ткивом простате.
Да је простатитис уобичајено стање код мушкараца, указује податак да је на глобалном нивоу пријављено да је 35–50% мушкараца барем једном током живота погођено симптомима који указују на простатитис.
На основу популације >10.600 испитаника, систематски преглед је открио на овом узорку 8,2% преваленцију симптома простатитиса.
Симптоматски, хронични и асимптоматски облици простатитиса, како их дефинише Национални институти за здравље Сједињених Америчких Држава, у свом издању од 1999. године, приказани су као 4 синдрома простатитиса (види табелу) у којој су хронични бактеријски простатитис и хронични простатитис/синдром хроничног карличног бола приказани као посебни синдроми. 
| Тип | Назив и опис |
| --- | --- |
| I   | Акутни бактеријски простатитис |
| II  | Хронични бактеријски простатитис Поновљене инфекције мокраћног тракта Хроничне инфекције простате |
| III | Хронични небактеријски простатитис - хронични карлични болни синдром (CPPS) (непријатан осећај или бол у пределу карлице, који траје најмање три месеца са различитим поремећајима мокрења и сексуалних тегоба) IIIa - Инфламаторни хронични абактеријски простатитис (леукоцити у сперми) IIIб - Неинфламаторни хронични абактеријски простатитис (без леукоцита у сперми) |
| IV  | Асимптоматски инфламаторни простатитис (хистолошки простатитис) Докази о запаљењу у биоптату, сперми/екскрету простате, без симптома |

Иако имају значајан негативан утицај на квалитет живота пацијената  и представљају дијагностичке и терапијске изазове за лекаре, простатитис и синдром хроничног карличног бола су у литератури добили релативно мало пажње, у поређењу са другим уролошким стањима.
Одсуство чврстих и јасних епидемиолошких података може такође одражавати недостатак јединствене дефиниције и преклапање симптома са другим стањима, као што су доброћудно повећање простате и рак простате.
Непосредно након објављивања овог система класификације простатитиса, група истраживача почела је да проучава асимптоматски инфламаторни простатитис. На основу доказа 98% болесника са асимптоматским инфламаторним простатитисом такође је имало инфламаторну реакцију. 
Асимптоматски простатитис још увек није фактор ризика за доброћудну хиперплазију простате (ДХП). Међутим, чини се да игра улогу у развоју болести. Слични налази су пријављени код рака простате. Асимптоматски инфламаторни простатитис доводи до продуженог и нелеченог запаљења простате. Ћелије рака користе запаљење да брже расту и стварају нове крвне судове. Према томе, асимптоматски инфламаторни простатитис може створити услове за раст рака.
Још један проблем са асимптоматским простатитисом је тај што и даље подиже ниво простатичког специфичног антигена (ПСА туморског маркера рака простате). Такође открива друге облике увећања простате и простатитиса. Субклинички простатитис такође може повећати нивое ПСА у серуму.  У таквим случајевима узима се биопсија простате, која негира постојање рака простате. Али пацијент завршава са хроничним крварењем уринарног тракта и болом. Ови нежељени ефекти могу бити елиминисано ако лекар посумња на асимптоматски инфламаторни простатитис.

## Клиничка слика
Асимптоматски инфламаторни простатитис се веома разликује од других врста простатитиса. На пример, код акутног бактеријског простатитиса, пацијенти имају уринарне симптоме и бол у карлици. Они такође доживљавају нагли пораст температуре. Код хроничног бактеријског простатитиса, најчешћи проблеми су опструктивни симптоми уринарног тракта - на пример, смањење протока мокраће или задржавање мокраће . Код синдрома карличног бола, симптоми се не повлаче, а најнепријатнији је хронични бол у карлици. Док код асимптоматског инфламаторног  простатитиса болесник нема никакве посебне симптоме. Бактерије могу изазвати упалу. Али понекад се инфекција не налази у ткиву простате. Ова група пацијената је доказ да још много тога не знамо о упали простате, и због тога су се неки истраживачи заинтересовали за асимптоматски простатитис.

## Дијагноза
Добро узета анамнеза је пола дијагнозе а када су тегобе типичне, скоро и потпуно довољна за постављање дијагнозе. У анамнези треба инсистирати на тегобама, подацима о претходном (само)лечењу антибиотицима, уролошким обољењима и евентуалним инструменталним прегледима, сексуалним контактима. 
Општи физикални преглед може помоћи у постављању дијагнозе простатитиса. Палпацијом трбуха болесник може да има нелагодност у пубичној регији због отежаног пражњења бешике, могуће и задржавања мокраће. Прегледом гениталија потребно је обратити пажњу на било какве аномалије на пенису, тестисима и пасемницима који могу погодовати простатитису, присуство исцетка из мокраћне цеви, увећање лимфних жлезда у препонама, увећање и оток скротума.
Рутинске анализе мокраће и уринокултурe после завршетка лечења не саветују се код асимптоматских болесника

## Терапија
Асимптоматски инфламаторни простатитис не захтева лечење. Стандардна пракса је да се мушкарцима са неплодношћу и простатитисом IV категорије покуша примена антибиотика и/или антиинфламаторних лекова, иако су докази о ефикасности слаби.
Додатни лекови укључују антиинфламаторне лекове, који се обично користе за лечење субклиничких инфламација.
Антибиотска терапија
Према једном клиничком испитивању, антибиотска терапија може бити од помоћи и први корак за откривања рака простате. Уместо да раде непотребне биопсије, лекари могу да лече пацијенте са високим простатичим специфичним антигеном (ПСА) антибиотицима. Смањење нивоа простатичког специфичног антигена (ПСА) након терапије би открило да имају асимптоматски простатитис. Стога им можда неће бити потребно да се подвргну биопсији простате. На основу ових налаза, неки лекари могу прописати антибиотике. Међутим, други могу да се уздрже од антибиотика на основу мета-анализа које показују одсуство статистички значајне разлике.
Антиинфламаторна терапија
Друга препорука би била употреба антиинфламаторних лекова  у ограниченом периоду. Они би смањили синтезу одређених супстанци које изазивају упалу у простати. Образложење је прихватљиво, али не постоје релевантна клиничка испитивања која би то подржала.